# Liste der Monuments historiques in Silly-le-Long
Die Liste der Monuments historiques in Silly-le-Long führt die Monuments historiques in der französischen Gemeinde Silly-le-Long auf.

## Liste der Bauwerke
| Bezeichnung              | Beschreibung                  | Standort | Kennzeichnung | Schutzstatus | Datum | Bild           |
| ------------------------ | ----------------------------- | -------- | ------------- | ------------ | ----- | -------------- |
| Kirche St-Pierre-St-Paul | Erbaut im 12./13. Jahrhundert | (Lage)   | PA60000038    | Inscrit      | 2001  | weitere Bilder |

## Liste der Objekte
- Monuments historiques (Objekte) in Silly-le-Long in der Base Palissy des französischen Kultusministeriums